# Capitophorus takahashii
Capitophorus takahashii är en insektsart. Capitophorus takahashii ingår i släktet Capitophorus och familjen långrörsbladlöss. Inga underarter finns listade i Catalogue of Life.